# Lauren Child

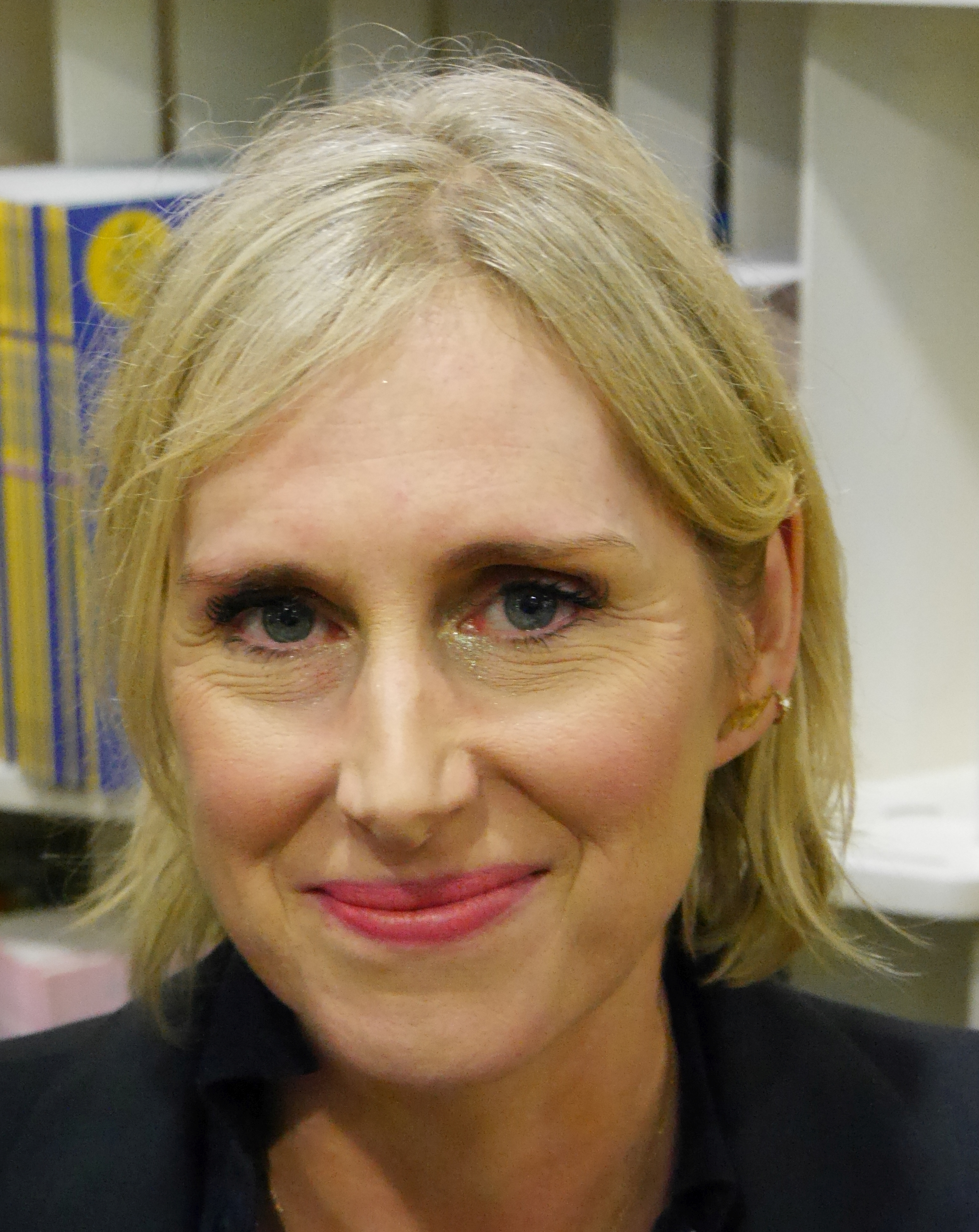
Lauren Child

Lauren Child (Marlborough, 1965) é uma escritora inglesa, conhecida por ter escrito os livros da série Charlie e Lola.
É também a autora dos livros de Clarice Bean, que já tem seis livros lançados.

## Livros

### Edições brasileiras
- Eu Não Quero Dormir Agora - Col. Charlie e Lola
- Eu Nunca Vou Comer Tomate - Col. Charlie e Lola
- Eu Sou Muito Pequena para a Escola - Col. Charlie e Lola
- Tipo Assim, Clarice Bean
- Clarice Bean Tem um Problema
- Clarice Bean Sou Eu
- A Cama dos Sonhos
- Clarice Bean Não olhe agora
- Clarice Bean De que Planeta É Você?
- Meu tio é diver-tio-do, diz Clarice Bean
- Quero um bicho de estimação
- A cama dos sonhos
- Ruby Redfort Olhe nos meus olhos
- Ruby Redfort Respire pela última vez
- Ruby Redfort Sinta o Medo(ainda não lançado no Brasil)
- Ruby Redfort Pegue sua morte(ainda não lançado no Brasil)

### Edições estrangeiras
- Beware of the Storybook Wolves
- that pesky rat
- I Am Not Sleepy and I Will Not Go to Bed
- I Will Never Not Ever Eat a Tomato
- I Am Too Absolutely Small For School
- My Uncle is a Huckle - say's Clarice Bean
- What Planet Are You From? - Clarice Bean
- Utterly Me - Clarice Bean
- Clarice Bean: That's Me
- Clarice Bean - Spells Trouble
- Clarice bean, Don't Look Now
- I Want a Pet
- My Dream Bed
- Hubert Horatio
- The Princess and the Pea
- Who's Afraid of The Big Bad Book?